# Али Камара
Али Камара (енгл. Alie Kamara; 1. децембар 1996) сијералеонски је пливач чија ужа специјалност су спринтерске трке прсним и леђним стилом. 

## Спортска каријера
Деби на међународној сцени је имао на светском првенству у малим базенима у кинеском Хангџоуу 2018, где је наступио у квалификационим тркама на 50 прсно (76. место) и 50 леђно (49. место). 
Годину дана касније је по први пут наступио и на неком од светских првенства у великим базенима, а на првенству које је одржано у корејском Квангџуу 2019. такмичио се у две дисциплине. У квалификацијама трке на 50 леђно заузео је 70. место, док је у трци на 50 прсно испливао укупно 75. време квалификација.